# Zamachy w Madrycie (2004)

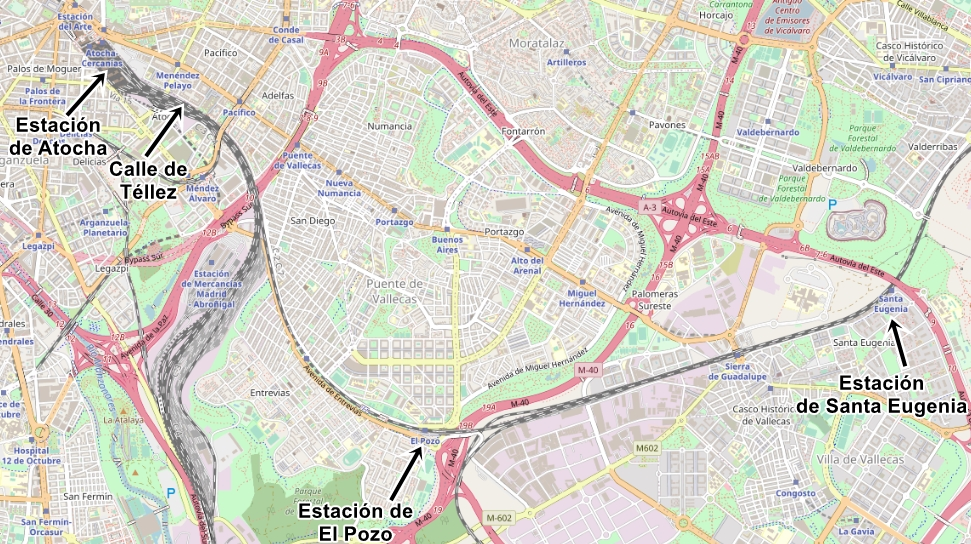
Plan miejsc zamachów

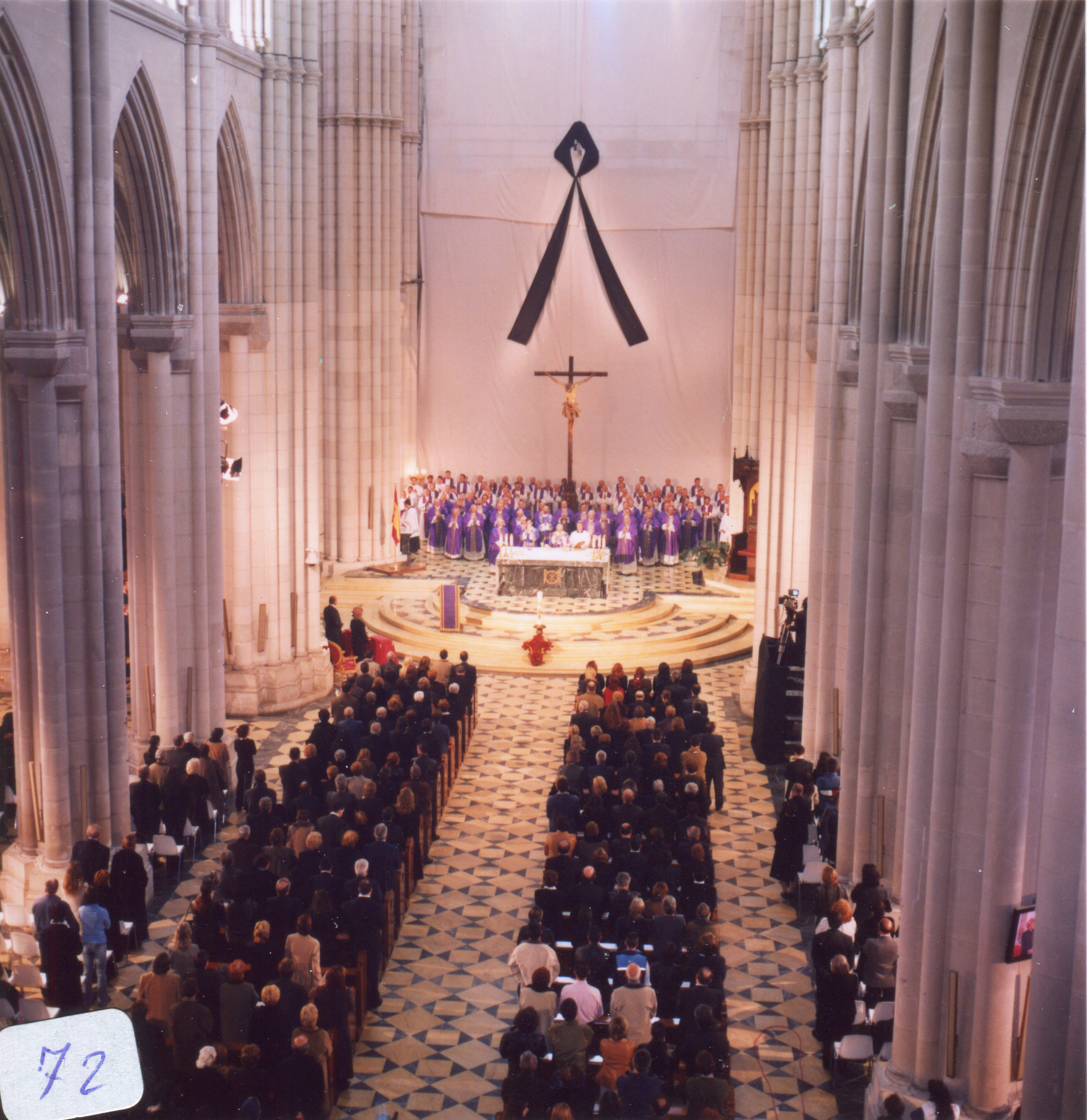
Państwowy pogrzeb ofiar

Zamach w Madrycie – seria ataków terrorystycznych na pociągi, do których doszło 11 marca 2004 roku w Madrycie, a do których użyto trzynastu bomb, z czego dziesięć eksplodowało.
Zdarzenie to miało miejsce wcześnie rano w pociągach dowożących ludzi z okolic podmiejskich do pracy w stolicy Hiszpanii, Madrycie na stacji Atocha. Zginęło w nich 191 osób, a 1858 zostało rannych, co czyni ten zamach najkrwawszym aktem terroryzmu w Europie od czasów zamachu z Lockerbie 21 grudnia 1988 roku.
Później odkryto poszlaki wskazujące na zaangażowanie fanatyków islamskich, zaś parę ich grup przyznało się do dokonania zamachów. W dwa dni po zamachu aresztowano trzech Marokańczyków i dwóch Hindusów. Zamachów dokonano na trzy dni przed wyborami parlamentarnymi w Hiszpanii zaplanowanymi na 14 marca. Pomimo to rząd zdecydował się przeprowadzić je w przewidzianym terminie.
Prezydent Rzeczypospolitej Polskiej Aleksander Kwaśniewski ogłosił dzień 12 marca dniem żałoby narodowej. Obowiązywała ona do 13 marca włącznie. W najbliższych dniach żałobę ogłosiły również władze Hiszpanii (Jan Karol I), Portugalii (Jorge Sampaio) i Rumunii (Ion Iliescu).

## Obywatelstwo ofiar zamachu

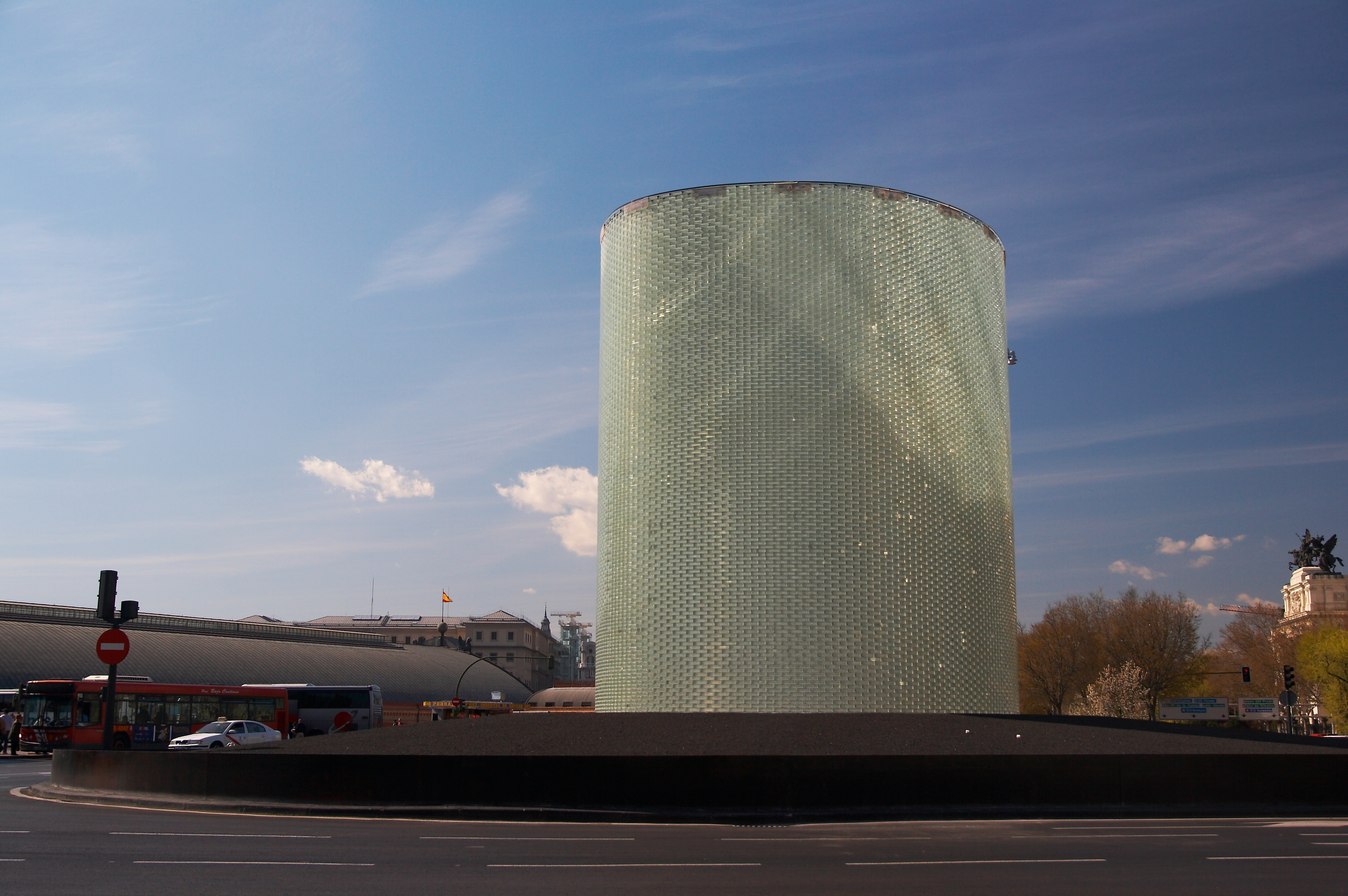
Pomnik upamiętniający ofiary zamachu na stacji Atocha

| Kraj       | Liczba ofiar |
| ---------- | ------------ |
| Hiszpania  | 142          |
| Rumunia    | 16           |
| Ekwador    | 6            |
| Bułgaria   | 4            |
| Polska     | 4            |
| Peru       | 3            |
| Dominikana | 2            |
| Honduras   | 2            |
| Kolumbia   | 2            |
| Maroko     | 2            |
| Ukraina    | 2            |
| Brazylia   | 1            |
| Chile      | 1            |
| Filipiny   | 1            |
| Francja    | 1            |
| Kuba       | 1            |
| Senegal    | 1            |
| Razem      | 191          |